# Késsef Mishné
El Késsef Mishné (en hebreo: כסף משנה) es un comentario de la obra del Mishné Torá, la obra del Rambam Maimónides. El Késsef Mishné fue escrito por el Rabino y cabalísta sefardí Joseph Caro, el autor del Shulján Aruj, en la localidad de Nikópol, Bulgaria, y fue publicado en Venecia, Italia, entre los años 1574 y 1575. En la introducción de su obra, el autor escribe que su objetivo era citar la fuente de cada ley que aparece en el Mishné Torá, y defender la obra del Rambam, de los argumentos del Ravad, el Rabino Abraham ben David.
El Mishné Torá (en hebreo: משנה תורה) es un código de leyes judías religiosas, realizado por el Rabino Maimónides, una importante autoridad sefardí, quien también es conocido como el "Rambam". El Mishné Torá fue compilado entre los años 1170 y 1180, mientras Maimónides vivía en Egipto. Este libro es considerado como una de las mayores obras legales de Maimónides. El Mishné Torá es una compilación sistemática de todas las opiniones normativas de la Halajá (la ley judía), e incorpora material del Talmud y de sus comentarios. Está escrito en un hebreo sencillo, similar al de la Mishná.